# Interstate 359
Pour les articles homonymes, voir Route 359.
L'Interstate 359 (I-359) est une autoroute de l'Alabama. Il s'agit d'une autoroute collectrice de 2,76 miles (4,44 km) entièrement située dans les limites de la ville de Tuscaloosa. Son terminus sud est à la jonction de l'I-20 / I-59 et son terminus nord se trouve à l'intersection avec la US 43 au centre-ville. Sur toute sa longueur, l'I-359 forme un multiplex avec la US 11 et la SR 69, lesquelles continuent au-delà des deux terminus.

## Description du tracé
L'I-359 débute au sud de l'échangeur entre l'I-20 / I-59. À partir de ce point, l'autoroute se dirige vers le nord où elle croise l'I-20 / I-59. L'autoroute croise des voies locales pour atteindre son terminus nord un peu plus loin. Elle entre au centre-ville de Tuscaloosa par des intersections à niveau.
À partir de la traversée de la Alabama Great Southern Railroad (AGS) jusqu'au terminus nord, l'autoroute est entièrement surélevée sur un pont. L'I-359 dispose aussi d'un multiplex inversé, c'est-à-dire que, pendant que l'I-359 se dirige vers le sud, la US 11 se dirige vers le nord et vice-versa.

## Liste des sorties
| Interstate 359                            |              |      |      |        |                                                         | |
| Comté                                     | Municipalité | mi   | km   | Sortie | Intersections / Destinations                            | Notes                                                                                               |
| Tuscaloosa                                | Tuscaloosa   | 0,00 | 0,00 | —      | US 11 nord / SR 69 (en) sud – Moundville, Eutaw         | Sortie direction sud, entrée direction nord; terminus sud du multiplex avec US 11 / SR 69           |
| Tuscaloosa                                | Tuscaloosa   | 0,39 | 0,63 | 0      | I-20 / I-59 – Birmingham, Meridian                      | Indiqué sortie 0A (est / nord) et 0B (ouest / sud) en direction nord; sortie 71A-B de l'I-20 / I-59 |
| Tuscaloosa                                | Tuscaloosa   | 1,05 | 1,69 | 1      | 35th Street / Kauloosa Avenue – Université de l'Alabama | |
| Tuscaloosa                                | Tuscaloosa   | 2,59 | 4,17 | 2      | US 11 sud / US 43 sud (15th Street) – Stillman College  | Terminus nord du multiplex avec US 11                                                               |
| Tuscaloosa                                | Tuscaloosa   | 2,76 | 4,44 | —      | US 43 nord / SR 69 (en) nord – Northport                | Terminus nord                                                                                       |
| - Terminus de multiplex - Accès incomplet |              |      |      |        |                                                         | |